# Kızıltepe, Bergama
Kızıltepe là một xã thuộc huyện Bergama, tỉnh İzmir, Thổ Nhĩ Kỳ. Dân số thời điểm năm 2010 là 152 người.